# 内山安兵衛
内山 安兵衛（安兵衞、うちやま やすべえ、1866年2月13日（慶応元年12月28日）- 1936年（昭和11年）9月28日）は、明治から大正期の林業家、実業家、政治家。衆議院議員。本名・末太郎。

## 経歴
武蔵国多摩郡五日市村（神奈川県西多摩郡五日市町、東京府西多摩郡五日市町、東京都西多摩郡五日市町を経て現あきる野市）で、豪農・内山善右衛門の長男として生まれ、1883年（明治16年）家督を相続。同人社で学んだ。林業を営む。
1880年（明治13年）深沢権八らと五日市学芸講談会を設け、自由民権運動の学習活動を行う。その後、キリスト教に入信。1892年（明治25年）神奈川県会議員に選出。三多摩の東京府編入後は東京府会議員、同郡部会副議長などを務めた。1899年（明治32年）公職を辞し五日市から湘南逗子に移住し、キリスト教信仰と絵画に親しむ生活を送った。
1920年（大正9年）衆議院議員選挙区の小選挙区改正を契機に、内山を擁立しようとする動きが起こり、岸忠左衛門らの推薦を受けて1920年（大正9年）5月の第14回衆議院議員総選挙に東京府第16区から立憲政友会公認で出馬して当選し、衆議院議員に1期在任した。1921（大正10年）五日市鉄道社長に就任し、秋川水力電気会社重役なども務めた。これらの活動の中で経済状態が悪化し、昭和初期には大内山と称された旧家も見る影もない状況となった。

## 親族
- 父・内山善右衛門 ‐ 豪農
- 妹・クミ ‐ 長島鷲太郎の妻[10]
- 妻 内山フサ（福井準造妹）
- 長男・内山善一 ‐ 岳父に神山閏次[10]
- 二男・内山良 ‐ 岳父に水谷叔彦[11]。相婿に明石和衛、戸塚武比古、西崎正（西崎義展の父）。